# Урош Чулич
Урош Чулич (серб. Урош Чулић; нар. 30 вересня 1988, Белград) — сербський греплер і джитсер, чемпіон світу та дворазовий чемпіон Європи з греплінгу, чемпіон Азії з бразильського джіу-джитсу, володар чорного поясу з бразильського джіу-джитсу.

## Життєпис
Виступає за спортивний клуб «Железничар» Белград.

## Спортивні результати на міжнародних змаганнях

### Виступи на Чемпіонатах світу
| Змагання                         | Збірна | Вагова категорія                              | Місце  |
| -------------------------------- | ------ | --------------------------------------------- | ------ |
| Чемпіонат світу з греплінгу 2011 | Сербія | греплінг з кімоно, абсолютна вагова категорія | 7      |
| Чемпіонат світу з греплінгу 2011 | Сербія | греплінг ноу-гі, до 110 кг                    | 8      |
| Чемпіонат світу з греплінгу 2012 | Сербія | греплінг ноу-гі, до 100 кг                    | 5      |
| Чемпіонат світу з греплінгу 2012 | Сербія | греплінг з кімоно, до 100 кг                  | Золото |

### Виступи на Чемпіонатах Європи
| Змагання                          | Збірна | Вагова категорія                            | Місце  |
| --------------------------------- | ------ | ------------------------------------------- | ------ |
| Чемпіонат Європи з греплінгу 2011 | Сербія | греплінг ноу-гі, абсолютна вагова категорія | Срібло |
| Чемпіонат Європи з греплінгу 2012 | Сербія | греплінг з кімоно, до 100 кг                | Золото |
| Чемпіонат Європи з греплінгу 2012 | Сербія | греплінг ноу-гі, до 100 кг                  | Срібло |
| Чемпіонат Європи з греплінгу 2013 | Сербія | греплінг ноу-гі, до 100 кг                  | Бронза |
| Чемпіонат Європи з греплінгу 2013 | Сербія | греплінг з кімоно, до 100 кг                | Золото |